# Партия на регионите на Молдова
Партия на регионите на Молдова (на молдовски: Partidul Regiunilor din Moldova) е лявоцентристка политическа партия в Молдова, основана на 18 октомври 2011 година.